# Champ de vecteurs hamiltonien
 (février 2007).
En géométrie différentielle et plus précisément en géométrie symplectique, dans l'étude des variétés symplectiques et des variétés de Poisson, un champ de vecteurs hamiltonien est un champ de vecteurs associé à une fonction réelle différentiable appelée hamiltonien de manière semblable au champ de vecteurs gradient en géométrie riemannienne. Cependant, une des différences fondamentales est que le hamiltonien est constant le long de ses courbes intégrales.
Le nom vient du mathématicien et physicien William Rowan Hamilton.

## Définition
Dans une variété symplectique (M,{\displaystyle \omega }), la 2-forme {\displaystyle \omega } étant non dégénérée, elle établit une correspondance biunivoque entre champs de vecteurs et formes différentielles. En particulier, pour toute fonction différentiable
{\displaystyle H:M\to \mathbb {R} }
est associé un unique champ de vecteurs XH, appelé champ de vecteurs hamiltonien, défini par l'identité :
{\displaystyle -d''H''=\iota (X_{H})\omega }.
Certains ouvrages de géométrie symplectique utilisent d'autres conventions de signes. Le choix ici effectué est en cohérence avec la définition des outils de géométrie différentielle dans les articles de Wikipédia.
Utilisant les coordonnées canoniques {\displaystyle (q^{1},\ldots ,q^{n},p_{1},\ldots ,p_{n})}, la forme symplectique s'écrit :
{\displaystyle \omega =\sum _{i}dq^{i}\wedge dp_{i}}
et donc le champ vectoriel hamiltonien s'écrit :
{\displaystyle X_{H}=\left({\frac {\partial H}{\partial p_{i}}},-{\frac {\partial H}{\partial q^{i}}}\right)=\Omega \cdot dH}
où Ω est la matrice antisymétrique suivante, appelée matrice symplectique associée (à ne pas confondre avec matrice symplectique) :
{\displaystyle \Omega ={\begin{bmatrix}0&I_{n}\\-I_{n}&0\\\end{bmatrix}}}.
La courbe {\displaystyle \gamma (t)=(q(t),p(t))} est donc une intégrale curviligne du champ vectoriel si, et seulement si, elle est solution des équations de Hamilton-Jacobi :
{\displaystyle {\dot {q}}^{i}={\frac {\partial H}{\partial p_{i}}}}
et
{\displaystyle {\dot {p}}_{i}=-{\frac {\partial H}{\partial q^{i}}}}.
On remarque que l'énergie est constante le long de la courbe, i.e. {\displaystyle H(\gamma (t))} est une constante, indépendante de t.

## Crochets de Poisson
Le champ de vecteurs hamiltonien procure aux fonctions dérivables sur M la structure d'algèbre de Lie, que l'on peut écrire en utilisant la notation des crochets de Poisson :
{\displaystyle \{f,g\}=\omega (X_{f},X_{g})=X_{g}(f)={\mathcal {L}}_{X_{g}}f}
où {\displaystyle {\mathcal {L}}_{X}} est la dérivée de Lie selon X. La notation ci-dessus n'est cependant pas acceptée par tous les auteurs.